# ترومنت، ویکتوریا
ترومنت، ویکتوریا (انگلیسی: Tremont, Victoria) در حومه شهر ملبورن استرالیا و در ۳۱ کیلومتری شرق مرکز این شهر قرار گرفته‌است.